# Oggi ho vinto anch'io
Oggi ho vinto anch'io è un film televisivo del 1990 diretto da Lodovico Gasparini e ispirato alla vicenda di Saverio Pallucca (19 luglio 1944 - 30 gennaio 2000).

## Trama
Dopo un forte attacco cardiaco che ha rischiato di farlo morire, il macchinista Saverio, pur non riuscendo ad accettare il cambiamento, è costretto a vivere un'esistenza più calma e meno libera. Infatti dopo aver scoperto di essere destinato a lavori d'ufficio, tenta inutilmente di salire su un treno per condurlo subendo poi un altro infarto e aggravando le sue condizioni. Il rapporto con la moglie Raffaella inizia ad incrinarsi e Saverio diventa sempre più scontroso. Nel frattempo le condizioni del suo cuore peggiorano finché non si rende necessario un trapianto di cuore che, seppur con alcune difficoltà, riesce. Saverio scopre che il cuore trapiantatogli apparteneva a Luca, un giovane quindicenne appassionato di corsa morto in un tragico incidente in moto, che aveva il desiderio di partecipare alla maratona di New York. L'uomo decide di allenarsi assieme al dottor Arnaldo per realizzare il sogno di Luca, nonostante l'opposizione di Guido, il ricco padre di Luca con cui il defunto ragazzo aveva un rapporto conflittuale. Successivamente Guido cambia idea e decide di finanziare il viaggio di Saverio che riesce a correre l'intera maratona.

## Produzione
Girato nel 1988 a Torino, Biella, Roma e New York, venne trasmesso in prima visione il 6 febbraio 1990 su Canale 5 alle 20:30 all'interno del ciclo Dossier - Storie vere.